# Lijst van hertogen van Athene
Dit is een Lijst van de hertogen van Athene. Het hertogdom Athene was een kruisvaardersstaat in Griekenland en werd bestuurd door de volgende dynastieën en hertogen in de aangegeven periodes. Onderaan de lijst staan enkele tegenhertogen van Athene.

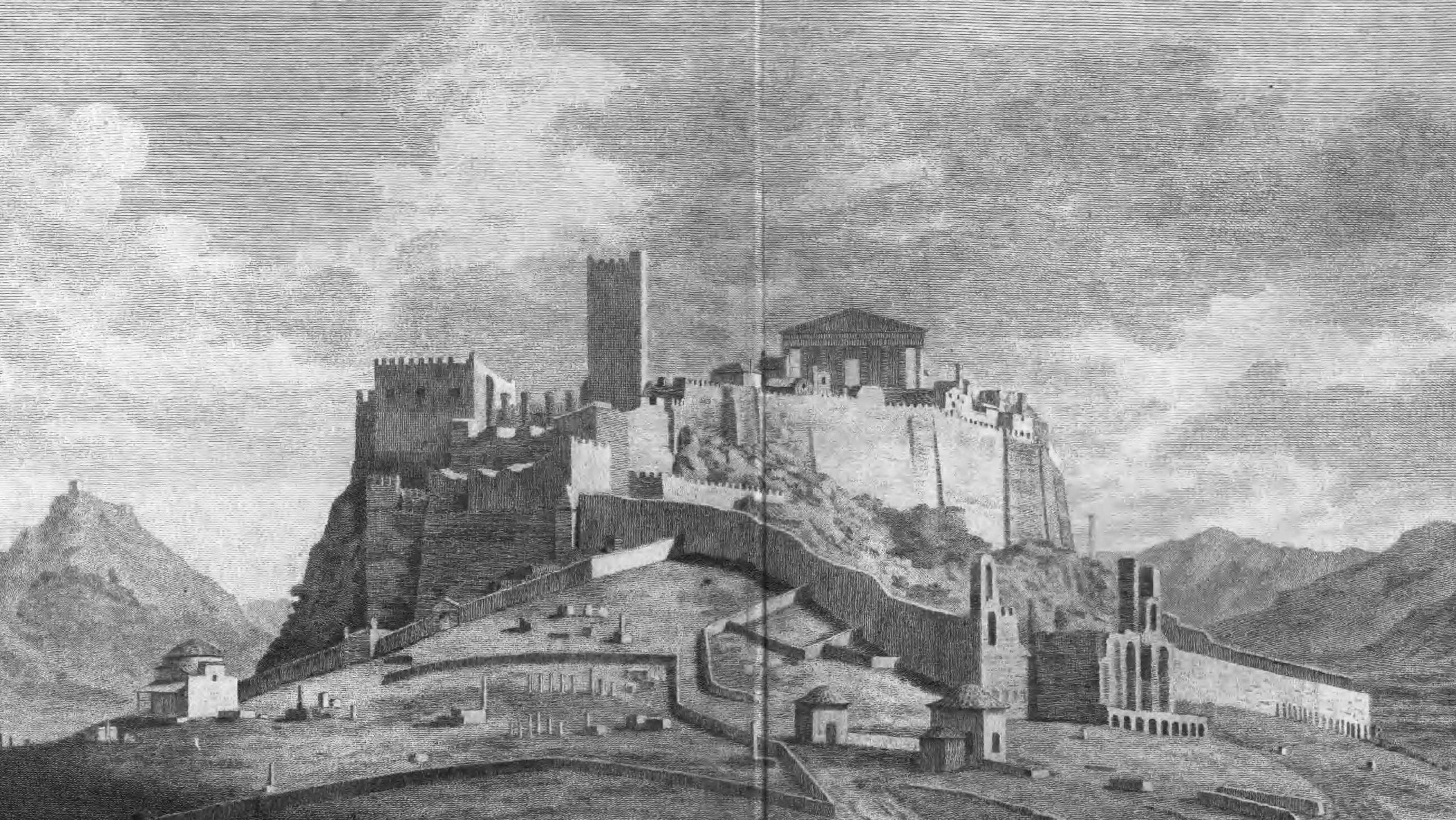
Fort Acropolis van Athene (18e eeuw). Het bouwwerk gaat terug tot de tijd van hier vermelde dynastieën.

## Hertogen van Athene

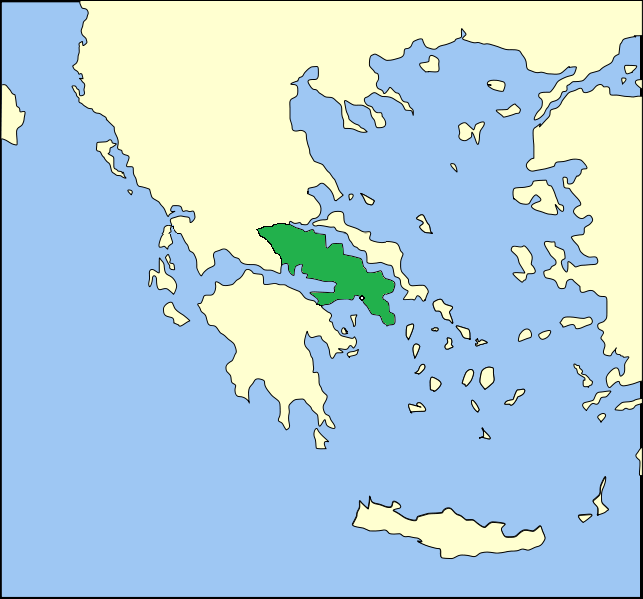
Kaart van het hertogdom Athene (groen)

### Huis de la Roche-sur-l’Ognon uit hetvrijgraafschap Bourgondië
- 1205-1255 Otto van La Roche, de eerste Latijnse heer van Athene
- 1225-1263 Gwijde I van La Roche, bevorderd van heer tot hertog van Athene door koning Lodewijk IX van Frankrijk of Lodewijk de Heilige
- 1263-1280 Jan I van La Roche
- 1280-1287 Willem I van La Roche
- 1287-1308 Gwijde II van La Roche

### Huis Brienne uit hetkoninkrijk Frankrijk
- 1308-1311 Wouter V van Brienne

### Catalaanse Compagnie
- 1311-1312 Roger Deslaur, commandant van de Catalaanse Compagnie, heer van Salona of Amfissa

### Huis Barcelonavan hetAragoneeskoninkrijk Sicilië
- 1312-1317 Manfred van Athene, Infante van Sicilië
- 1317-1338 Willem van Athene, vanaf 1318 ook hertog van Neopatria, Infante van Sicilië
- 1338-1348 Jan van Athene, hertog van Neopatria, Infante van Sicilië, markies van Randazzo
- 1348-1355 Frederik I van Athene, hertog van Neopatria, markies van Randazzo
- 1355-1377 Frederik III van Sicilië, hertog van Neopatria, koning van Sicilië
- 1377-1388 Maria van Sicilië,[2] hertogin van Neopatria, koningin van Sicilië

### Huis Acciaiuoli uit derepubliek Florence
- 1388-1394 Neri I Acciaiuoli
- 1394-1395 Antonio I Acciaiuoli (eerste maal)
- 1395-1402 interregnum door de republiek Venetië
- 1402-1435 Antonio I Acciaiuoli (tweede maal)
- 1435-1439 Neri II Acciaiuoli (eerste maal)
- 1439-1441 Antonio II Acciaiuoli
- 1441-1451 Neri II Acciaiuoli (tweede maal)
- 1451-1454 Francesco I Acciaiuoli
  - 1451-1451 Clara Zorzi, weduwe van Neri II Acciaiuoli, regentes voor minderjarige zoon Francesco I Acciaiuoli
  - 1451-1454 Bartolomeo Contarini, tweede echtgenoot van Clara Zorzi, regent voor stiefzoon Francesco Acciaiuoli
- 1454-1458 Francesco II Acciaiuoli. Sultan Mehmet II, bijgenaamd Mehmet de Veroveraar veroverde Constantinopel in 1453 en Athene in 1456. Van 1456 tot 1458 leefde Francesco II met zijn hof opgesloten in de Acropolis.
- 1458 Mehmet II schafte het Latijnse hertogdom Athene af.

## Tegenhertogen van Athene
Hieronder volgen Franse edelen uit het Huis Brienne die niet akkoord gingen met de nederlaag tegen de Catalaanse Compagnie (1311). Deze hertogen hadden de steun van het pausdom en het Huis Anjou-Sicilië in het koninkrijk Napels. Het Huis Brienne bestuurde aanvankelijk nog de heerlijkheden Argos en Nauplion in de Peloponnesos. Zij waren titulair hertog van Athene.
- 1311-1356 Wouter VI van Brienne, Connétable van Frankrijk
- 1356-1360 Isabella van Brienne, bijgenaamd de Mooie Helena, bestuurde aanvankelijk samen met haar zoon Zeger II van Edingen
- 1356-1367 Zeger II van Edingen
- 1367-1381 Wouter VII van Brienne of Wouter IV van Edingen
- 1381-1394 Lodewijk van Edingen.